# Kashwakamak Lake
Kashwakamak Lake är en sjö i Kanada.   Den ligger i countyt Frontenac County och provinsen Ontario, i den sydöstra delen av landet, 120 km sydväst om huvudstaden Ottawa. Kashwakamak Lake ligger 278 meter över havet.
I omgivningarna runt Kashwakamak Lake växer i huvudsak blandskog. Trakten runt Kashwakamak Lake är nära nog obefolkad, med mindre än två invånare per kvadratkilometer.